# NForce
| nForce           | nForce       |
| ---------------- | ------------ |
| Поддержка ЦП     | Athlon Duron |
| Поддержка сокета | Socket A     |
| Предшественник   | Отсутствует  |
| Преемник         | nForce2      |

nForce — чипсет материнской платы фирмы nVidia для процессоров AMD Athlon, Duron.
Был выпущен в нескольких вариантах — 220, 415 и 420. 220 и 420 очень похожи, у них есть интегрированная графика, но 220 использовала одноканальный контроллер памяти, а 420 имеет поддержку 128-битного двухканального режима. 415 также двухканальная, но у неё нет встроенной графики.

## Особенности

### Двухканальный контроллер и GeForce MX 2
nVidia в чипсете nForce впервые представила двухканальный контроллер памяти для массового рынка материнских плат. При его использовании, в теории, удваивалась пропускная способность и увеличивалась производительность системы. Эта двухканальная конструкция была признана необходимой в значительной степени из-за добавления интегрированного видеоадаптера GeForce 2 MX. Чипсет включал относительно быстрый интегрированный графический процессор (IGP), который имеет большую пропускную способность памяти, но её нужно было разделять с процессором Athlon. Шина EV6 процессоров K7 использовала только одноканальный интерфейс DDR. Таким образом, при двухканальном режиме второй канал почти полностью использовался IGP.

### Ethernet и DASP
nVidia также представила встроенный контроллер Ethernet и новый механизм предварительной выборки, который был назван Динамически Адаптивный Спекулятивный Препроцессор (ДАСП) (Dynamic Adaptive Speculative Pre-Processor (DASP)).
nVidia встроила Ethernet-контроллер для того, чтобы снизить нагрузку на ЦП, который из-за этого станет работать быстрее. Блок DASP помог снизить задержку памяти для ЦП путём кэширования часто используемых данных или данных, которые DASP считал нужными для ЦП. Многие считали, что это кэш 3-го уровня.